# Sweetwater (Texas)
Sweetwater is een plaats (city) in de Amerikaanse staat Texas, en valt bestuurlijk gezien onder Nolan County.

## Demografie
Bij de volkstelling in 2000 werd het aantal inwoners vastgesteld op 11.415.
In 2006 is het aantal inwoners door het United States Census Bureau geschat op 10.623, een daling van 792 (-6,9%).

## Geografie
Volgens het United States Census Bureau beslaat de plaats een oppervlakte van
25,9 km², geheel bestaande uit land. Sweetwater ligt op ongeveer 661 m boven zeeniveau.

## Plaatsen in de nabije omgeving
De onderstaande figuur toont nabijgelegen plaatsen in een straal van 36 km rond Sweetwater.